# Беркли, Майлз Джозеф
Майлз Джо́зеф Бе́ркли (англ. Miles Joseph Berkeley, 1 апреля 1803, Биггин Холл, Нортхэмптоншир, Англия — 30 июля 1889) — английский ботаник и миколог, один из основателей фитопатологии.

## Биография
Майлз Джозеф Беркли родился 1 апреля 1803 года в Биггин Холле (Нортхэмптоншир).

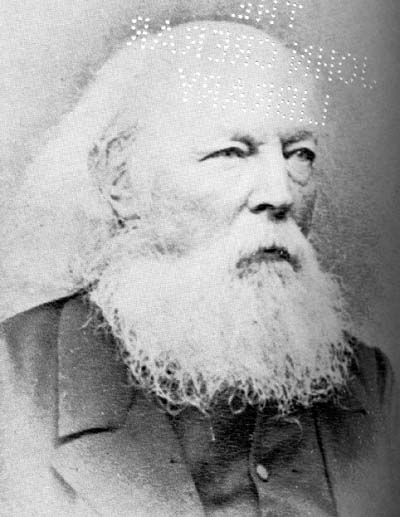
Майлз Джозеф Беркли

Получил образование в Рэгби и Крайст-колледже в Кембридже, был затем приходским священником в Апеторне (1837) и Сибертофте (1868) и всё свободное время занимался ботаникой, в особенности лишайниками, и стал в конце концов ведущим британским знатоком грибов и патологии растений.
Первое его сочинение было Gleanings of British algae (1833).
Потом Майлз Джозеф Беркли обработал последний том English Flora (1836) и напечатал Introduction to Cryptogamic Botany (1857), Outlines of British Fungology (1860).
Кроме того, Беркли написал для Encyclopaedia of agriculture статьи The diseases of plants, для Gardeners Chronicle — On Vegetable Pathology (1854).
Сотрудничал в Transactions Линнеевского общества и других специальных изданиях.
Его гербарий, сохраняемый в Королевских ботанических садах Кью, содержащий около 9000 образцов и обогащённый пометками и рисунками, является одним из самых значительных в своём роде в мире.
Майлз Джозеф Беркли умер 30 июля 1889 года.